# Kristin Eide
Kristin Eide, née vers 1965, est une ancienne handballeuse internationale norvégienne. 
Avec l'équipe de Norvège, elle remporte une médaille de bronze au Championnat du monde de 1986. 

## Palmarès
- Médaille de bronze au Championnat du monde 1986
- 5e place au Championnat du monde junior 1985
- 9e place au Championnat du monde junior 1983